# Child of Eden
Child of Eden ist ein 2011 von Ubisoft veröffentlichtes Rail-Shooter-Computerspiel von Tetsuya Mizuguchi, der statt mit Tasten allein mit Gesten gespielt wird.

## Handlung
In einem kurzen Video sieht der Spieler, wie Lumi in Eden erwacht und dessen Schönheit bewundert, als plötzlich ein Virus Eden befällt und alles Schöne vernichtet. Es ist nun die Aufgabe des Spielers Lumi zu retten, indem dieser die verschiedenen Archive von Eden von den Viren reinigt.

## Spielprinzip
Der Spieler muss nun fünf Archive von den Viren säubern, was mithilfe zwei verschiedener Waffen geschieht. Dabei kann sich der Spieler jedoch nicht frei bewegen, er steuert nur das Fadenkreuz. Zum einen kann eine Waffe verwendet werden, die gleichzeitig acht Ziele anvisieren und abschießen kann. Wenn die Ziele im Takt der Musik zerstört werden, so erhält man zusätzlich noch einen Bonus. Auch erhält der Spieler eine Dauerfeuerwaffe, nur hiermit können die Geschosse der Gegner zerstört werden. Des Weiteren kann der gesamte Bildschirm durch spezielle Power-ups gereinigt werden, falls der Spieler mit der momentanen Situation überfordert ist.

## Auszeichnungen
- IGN – „Best Motion-Control Game E3 2010“[3]
- GameSpot – „Best Rhythm Game E3 2010“[4]
- vgchartz – Best Visuals E3 2010[5]